# Dominio del discorso
Nelle scienze formali, il dominio del discorso, detto anche universo del discorso, insieme universale o semplicemente universo, è l'insieme di entità su cui possono variare determinate variabili di interesse in una qualche descrizione formale.

## Contesto

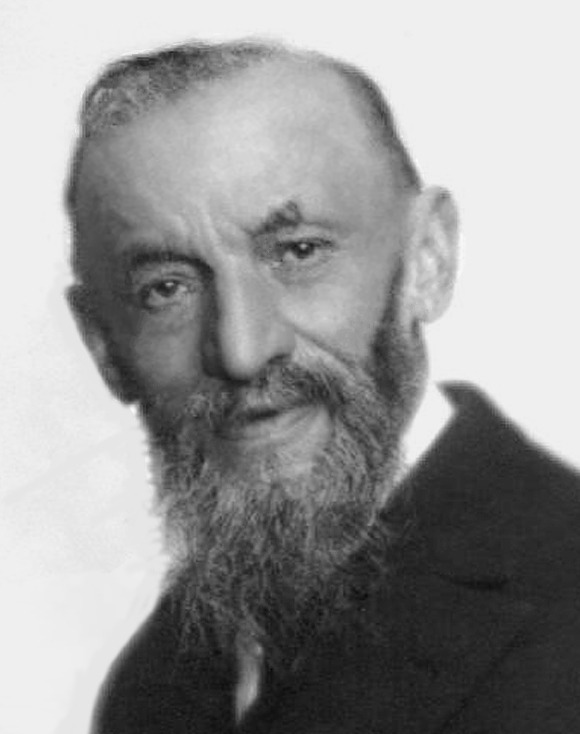
Giuseppe Peano

Il dominio del discorso è di solito individuato nelle ipotesi introduttive cosicché nella trattazione successiva non c'è bisogno di specificare di volta in volta l'ambito delle variabili rilevanti. Molti logici operano una distinzione, a volte in maniera solo implicita, fra il dominio di una scienza e l'universo del discorso di una formalizzazione della scienza.

## Esempi
Ad esempio, in un'Interpretazione della logica del primo ordine, il dominio del discorso è l'insieme degli individui su cui insistono i quantificatori. Una proposizione come ∀ x ( x2 ≠ 2) è ambigua, se non è stato identificato alcun dominio del discorso. In un'interpretazione, il dominio del discorso potrebbe essere l'insieme dei numeri reali ; in un'altra interpretazione, potrebbe essere l'insieme dei numeri naturali. Se il dominio del discorso è l'insieme dei numeri reali, la proposizione è falsa, avendosi x = √2 come controesempio; se il dominio è l'insieme dei numeri naturali, la proposizione è vera, poiché 2 non è il quadrato di nessun numero naturale.

## Universo del discorso
L'espressione "universo del discorso" si riferisce generalmente alla collezione di oggetti su cui verte un discorso specifico. Nella semantica della teoria dei modelli, un universo del discorso è l'insieme di entità su cui si basa un modello. L'introduzione della nozione di universo del discorso è generalmente attribuita ad Augustus De Morgan (1846), sebbene il termine fu usato sia stato coniato da George Boole nel 1854. La definizione di Boole è citata di seguito. La nozione, probabilmente scoperta in modo ndipendente da Boole nel 1847, giocò un ruolo cruciale nella sua filosofia della logica, specialmente nel suo principio di riferimento olistico secondo cui ogni proposizione della teoria dei numeri si riferisce all'intero universo numerico.

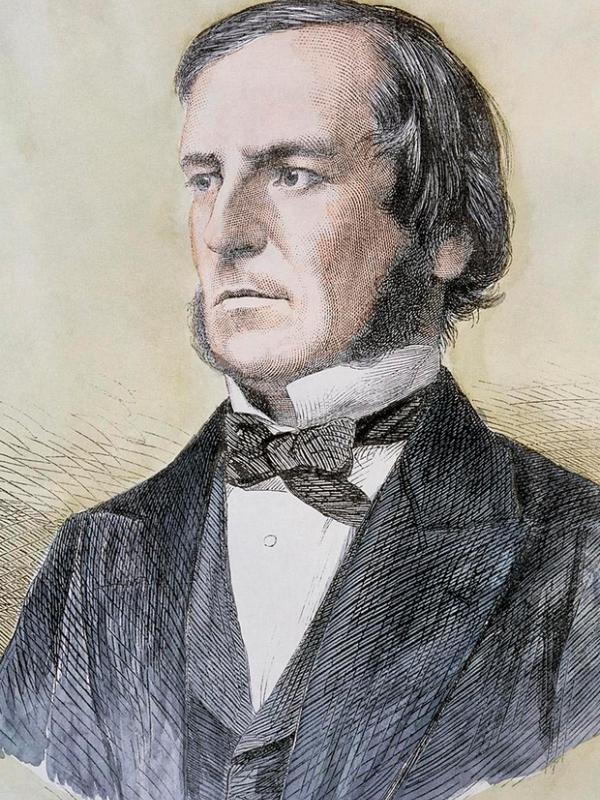
George Boole

La definizione di Boole, proposta nel '54, è la seguente:
(George Boole, The Laws of Thought, 1854, p. 42)